# Scipio Africanus båge
Scipio Africanus båge (latin: Fornix Scipionis) var en triumfbåge i antikens Rom. Den uppfördes av Scipio Africanus år 190 f.Kr. och stod i närheten av Jupitertemplet på Capitolium. Scipio Africanus båge var en av tre triumfbågar som uppfördes under den romerska republikens tid; de två övriga var Lucius Stertinius båge (196 f.Kr.) och Fabius båge (121 f.Kr.). På Scipio Africanus båge stod sju statyer och två ryttarstatyer. Framför bågen fanns två marmorfontäner, egentligen kar (jämför latin labrum).
| Plan över Capitolium under antiken |
| --- |
| Capitolium Arx Forum Romanum Fori Imperiali Velabrum Jupitertemplet Tabularium Juno Monetas tempel Marcellusteatern Forum Holitorium Bellonatemplet Jupiter Feretrius tempel Veiovistemplet Auguraculum Iseum Jupiter Custos tempel Concordiatemplet Jupiter Conservators tempel Altare Tensarum Jupiter Tonans tempel Clivus Capitolinus Centus Gradus Porta Pandana Janustemplet Juno Sospitas tempel Spestemplet Augustustemplet Asylum Inter duos lucos Vicus Iugarius Marsfältet Dei Consentes portik Vespasianus- templet Concordiatemplet Tullianum Clivus Argentarius Venus Erycinas tempel Bona Mens tempel Fidestemplet Opstemplet Scipio Africanus båge Saturnustemplet Basilica Iulia |

### Webbkällor
- ”Triumphal arch” (på engelska). Encyclopædia Britannica. Arkiverad från originalet den 8 mars 2020. https://archive.today/20200308002035/https://www.britannica.com/topic/triumphal-arch. Läst 8 mars 2020.